# Mark Behr
Pour les articles homonymes, voir Behr.
Mark Behr, né le 19 octobre 1963 à Mbuyu, près d'Arusha, et mort le 26 novembre 2015 à Johannesbourg, est un écrivain sud-africain de langue afrikaans qui fut également, dans les années 1980, un espion du gouvernement sud-africain au sein des mouvements anti-apartheid.

## Biographie
Il est né au Tanganika (aujourd'hui en Tanzanie), où ses parents possédaient une ferme (sa mère est notamment une Afrikaner originaire d'Afrique du Sud). À la suite de la nationalisation des terres appartenant aux fermiers blancs, la famille Behr émigre en Afrique du Sud, près de Durban au Natal. Il grandit au sein d'une famille conservatrice avec un père garde forestier et une mère employée comme dactylographe. Durant son service militaire de deux ans dans les rangs de la marine sud-africaine, il se retrouve à combattre les forces communistes en Angola  et étudie les sciences politiques à l'université de Stellenbosch. Durant cette période, il est recruté comme espion par un ami de la famille afin de récolter, pour le compte du gouvernement sud-africain, des informations sur les militants de gauche anti-apartheid. Il infiltre la branche locale de l'Union nationale des étudiants sud-africains (NUSAS, anti-apartheid) et en devient le leader. Il participe également à la campagne visant à mettre fin à la conscription  et dirige un groupe d'objecteurs de conscience. Il met même en scène une fausse tentative d'assassinat le concernant. Progressivement toutefois, à force de fréquenter les militants anti-apartheid, il devient lui-même critique de la politique raciale menée par son pays et, en 1990, lors d'un voyage à Lusaka rencontre des membres du congrès national africain. Il déclare s'être rallier à eux et être devenu, pour une brève période, un agent double, ce qui n'est pas confirmé et était encore contesté au moment de la mort de Behr en 2015. 
Quoi qu'il en soit, ces activités d'espions prennent fin en 1991. Diplômé d'un baccalauréat ès arts avec une spécialisation en anglais et en politique, et après avoir travaillé un an pour l'IDASA (l'Institut pour une alternative démocratique pour l'Afrique du Sud), Behr devient chercheur et conférencier à l'Institut international de recherche sur la paix à Oslo, en Norvège. Il s'inscrit à l'Université de Notre-Dame-du-Lac aux États-Unis d'où il sera diplômé de maîtrises en études internationales sur la paix (1993), en écriture de fiction (1998) et en littérature anglaise (2000). 
En 1996, au moment où commencent les travaux de la commission Vérité et Réconciliation en Afrique du Sud, il confesse publiquement son passé d'espion au service de l'apartheid.  
Il devient ensuite professeur adjoint en littérature à l'université d'art et de design de Santa Fe au Nouveau-Mexique.
Il meurt d'une crise cardiaque en 2015.

## Carrière littéraire
En  1993, il publie son premier roman L'Odeur des pommes (Die reuk van appels) qui traite du système de l'apartheid, de la pédophilie et de la mentalité afrikaner à travers les yeux d'un enfant afrikaner de 10 ans, fils d'un militaire haut-gradé. 
Son deuxième roman, paru en 2000, s'intitule Embrace et traite de l'adolescence d'un enfant afrikaner de 13 ans qui découvre son homosexualité. 

## Vie privée
En 1996, Mark Behr fait son coming out homosexuel peu de temps après le succès de son premier roman et avant de confesser son passé d'espion. 

## Œuvre

### Romans
- Die reuk van appels (1993) Publié en français sous le titre L'Odeur des pommes, traduit par Pierre Guglielmina, Paris, Éditions JC Lattes, 2010, 220 p.  (ISBN 978-2-709-62951-5) ; réédition, Paris, J'ai lu, no 10351, 2013  (ISBN 978-2-290-02860-5)
- Embrace (2000)
- Kings of the Water (2006) Publié en français sous le titre Les Rois du Paradis, traduit par Dominique Defert, Paris, Éditions JC Lattès, coll. « Littérature étrangère », 2013, 300 p.  (ISBN 978-2-7096-3659-9)[3]